# Nicolaus Copernicus
Nicolaus Copernicus (Polska: Mikołaj Kopernik) född 19 februari 1473 i Thorn i Kungliga Preussen (nuvarande Toruń i Polen), död 24 maj 1543 i Frauenburg, var en polsk astronom, matematiker, jurist, ekonom, militärstrateg, tolk, ambassadör, läkare, astrolog och kanik.
I sitt verk Om himlakropparnas kretslopp, publicerat 1543, beskrev han hur jorden roterar kring sin axel, och hur den och de andra planeterna kretsar kring solen (den heliocentriska världsbilden). Detta stred mot den vedertagna uppfattningen att jorden utgjorde universums mitt med sol, måne och de andra planeterna i banor runt detta centrum, vilket var grundat på vad Aristoteles och Ptolemaios hävdade under antiken.

## Biografi
Nicolaus Copernicus föddes i Thorn 1473 i det Kungliga Preussen, som sedan 1466 var en region under kungariket Polen. Han var den yngste sonen till Mikołaj Kopernik den äldre, en köpman från Kraków, och Barbara Watzenrode, dotter till en polsk köpman med tyskt efternamn från Thorn. När Copernicus var cirka tio år avled fadern. Därefter understöddes hans utbildning och karriär av morbrodern Lucas Watzenrode. År 1491 skrevs han in vid universitetet i Kraków, där han förutom teologi och medicin tillägnade sig matematik och astronomi. Under åren 1495–1500 studerade han rättsvetenskap vid universitetet i Bologna i Italien. År 1497 hade han utnämnts till kanik vid domkyrkan i Frauenburg i Preussen men förblev i Bologna. År 1500 kom han till Rom, där han föreläste i matematik och astronomi, och 1501 gjorde han ett besök i sin hembygd och fick förlängd tjänstledighet för att studera medicin och juridik vid universitetet i Padua. År 1503 upphöjdes han till doktor i kyrklig rätt vid universitetet i Ferrara för att två år senare lämna Italien. 
Förutom att ägna sig åt forskning, var Nicolaus Copernicus även i tjänst som läkare hos Tyska ordens stormästare Albrecht von Brandenburg-Ansbach.
De följande åren residerade han hos sin morbror i Heilsberg i Kungliga Preussen till dennes död 1512, varefter han innehade olika befattningar hos domkapitlet i Frauenburg och för en tid vistades i Königsberg i Ordenspreussen som läkare hos Tyska ordens högmästare och Polens vasall, Albrecht von Brandenburg-Ansbach. 
1514 ombads Copernicus av påven Leo X att undersöka anledningen till ett fel i den officiella kalendern. Det hade visat sig att den julianska kalender som Julius Caesar infört från Egypten ledde till att årstiderna förflyttade sig. Vårdagjämningen, som ursprungligen infallit den 21 mars, hade vid denna tid förflyttat sig till den 11 mars. Det berodde på att året i den julianska kalendern var 11 minuter och 14 sekunder längre än den tid ett jordvarv tar runt solen. 
År 1520 anföll högmästare Albrecht von Brandenburg-Ansbach sin polske länsherre Sigismund I. Copernicus skickades i ambassad till högmästaren med krav på att återlämna erövrade städer och territorier. Förhandlingarna bröt samman och striderna fortsatte. Copernicus ledde försvaret av staden Allenstein mot de tyska ordensriddarna.
År 1521 fick Copernicus representera distriktet Ermland under förhandlingarna med ordensriddarna om återlämnandet av erövrade territorier.  
Under alla dessa vitt skilda sysselsättningar arbetade Copernicus från sin återkomst från Italien till Polen på sitt stora livsverk De revolutionibus med hans observationer av himlakropparna.

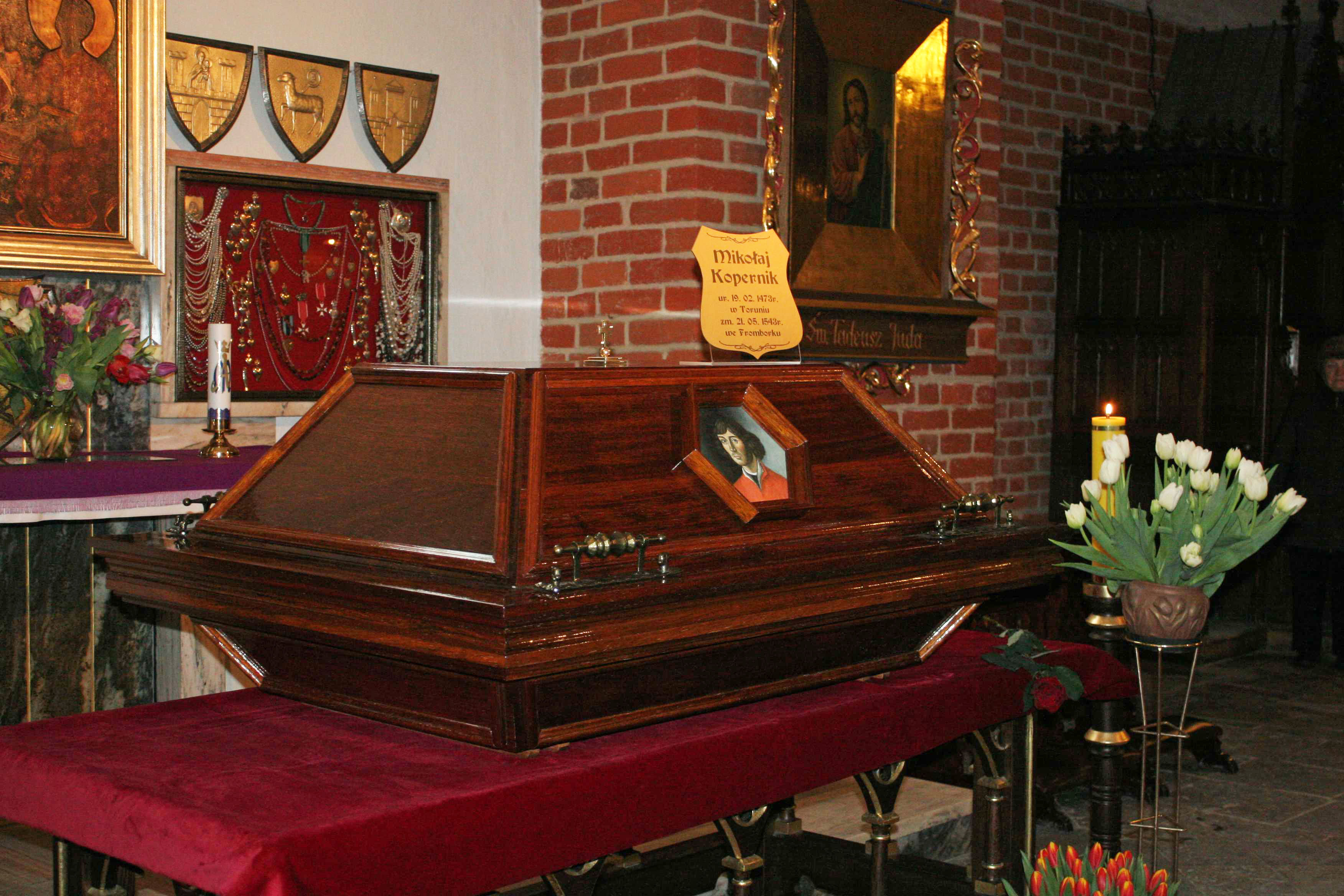
Kistan med Copernicus kvarlevor innan den gravsattes 22 maj 2010.

2008 kunde Copernicus kvarlevor identifieras med hjälp av DNA-teknik. Det var sedan tidigare känt att vetenskapsmannen begravts under katedralen i Frauenburgs golv, men man hade inte lyckats identifiera hans kvarlevor bland många andras. Kvarlevorna uppvisade stor likhet med porträtt av Copernicus, men inget kunde bevisas förrän man jämfört dess DNA med DNA från ett hårstrå som hittats i en bok som tillhört Copernicus och som kommit som krigsbyte till Uppsala. Den 22 maj 2010 återbegravdes Copernicus, och han vilar nu i en grav av svart granit, prydd med ett diagram över solsystemet. Före begravningen fördes kistan runt i norra Polen. Jozef Zycinski, ärkebiskop av Lublin, bad på katolska kyrkans vägnar om ursäkt för att Copernicus teorier fördömts.

## Gärning
Påven Sixtus IV hade först bett Johannes Regiomontanus förklara vad kalenderfelet kunde bero på, men han gick bet på uppgiften. Copernicus hade tillförlitliga uppgifter från sina observationer, men de var riskabla att nyttja då de även visade att jorden kretsar runt solen, vilket stred mot katolska kyrkans teorier om universum och därför i stort stred mot den allmänna uppfattningen. Därför tackade Copernicus nej till uppdraget.
Grundidén till en heliocentrisk världsbild fanns uttalad redan av indiska lärde och i antiken av pythagoréerna och av Aristarchos från Samos, men hade vunnit föga gehör, då antikens auktoritet, Aristoteles, förkastade den och antog ett geocentriskt system, som matematiskt utarbetades av Hipparchos och Ptolemaios. Under hela medeltiden förblev tron på det geocentriska systemet orubbad. Den stora förtjänsten hos Copernicus var, att han klart utsade och i ett stort arbete framställde de vetenskapliga stöden för det heliocentriska systemet, som några under antiken spekulerat om på goda men felaktiga grunder. Copernicus kullkastade det geocentriska systemet, eftersom han framställde solen i stället för jorden som centrum i solsystemet. Men han fasthöll vid den gamla åskådningen att himlakropparna rör sig i cirkulära eller nära cirkulära banor omkring sitt centrum. 
Hans stora arbete, som påbörjats redan 1505, gavs inte ut förrän 1543. Förut hade han dock i form av en handskrift, benämnd Commentariolus, för några utvalda framställt grundprinciperna för teorin. Denna skrift, som återfanns först 1878, väckte stort uppseende. Kardinal Schönberg utbad sig 1536 en avskrift av det stora verket för att göra det känt i Rom, och professorn i matematik vid Wittenbergs universitet, Joachim Rheticus, besökte Copernicus i Frauenburg, för att studera detsamma. Det var till största delen genom Rheticus övertalning, som Copernicus kunde förmås att ge ut verket, som benämndes "De revolutionibus orbium coelestium", och utkom i Nürnberg 1543 under ledning av Rheticus och Osiander, vilken senare på eget bevåg försåg det med ett förord, där systemet framhålls som en ännu på långt när ej bevisad hypotes. 
De revolutionibus består av sex delar. Först slår Copernicus fast att jorden är ett klot. Därefter skriver han att sex planeter inklusive jorden kretsar runt solen i helt cirkulära banor (det vill säga inte i elliptiska banor som i verkligheten). Copernicus ansåg att planeternas cirkulära banor förklarades av att de var fästa vid kristallsfärer. (Vid denna tid var gravitationen ännu inte känd.) Utanför planeterna menade han att det fanns en orörlig sfär med fixstjärnor.

## Eftermäle
Verket mötte välvilja från de flesta håll inom katolska kyrkan, men längre fram kom en reaktion. 1616 uppfördes det på Index librorum prohibitorum, varifrån det avfördes först 1757. Astronomen och historikern Owen Gingerich anger att det avfördes från Index först 1835.
Gingerich beskriver detaljerat i Boken som ingen läste - I spåren av Copernicus revolution, hur De revolutionibus ... spreds. Han invänder där mot ett påstående av Arthur Koestler, att "ingen läste Copernicus bok". Koestler menade att boken var dåligt sedd hos katolska kyrkan och tekniskt svår att ta till sig, och författaren var ju död. Först med Kepler och Galilei kunde den nya världsmodellen komma fram, menade Koestler.
De revolutionibus utkom dock i flera upplagor, den första vid Copernicus död 1543, den andra år 1566. Gingerich granskar nästan alla 600 nu tillgängliga exemplar av boken, tolkar ägaranteckningar och handstilen i böckernas marginaler. Han kan därför beskriva hur Copernicus tankar effektivt spreds över Europa. Censuren 1616 mot vissa textavsnitt effektuerades huvudsakligen i de exemplar av boken som fanns i Italien, vilket yttrade sig så att man där gjorde anbefallda handändringar på några kätterska ställen. I ett exemplar har någon bara skrivit "Detta kapitel får inte läsas"!

### Utmärkelser
- Copernicus nedslagskrater på planeten Mars[6]
- Copernicus nedslagskrater på månen[7]
- Asteroiden 1322 Coppernicus[8]